# Trichotosia calvescens
Trichotosia calvescens är en orkidéart som beskrevs av Henry Nicholas Ridley. Trichotosia calvescens ingår i släktet Trichotosia och familjen orkidéer. Inga underarter finns listade i Catalogue of Life.